# Balla e canta con Nonna Pina
Balla e canta con Nonna Pina è una raccolta di canzoni per bambini in versione cover e di sigle televisive in versione remix pubblicata il 6 dicembre 2011.

## Tracce

### CD1 - Nel mondo delle favole
1. Un poco di zucchero
2. Bibbidi - bobbidi - bu
3. Il cerchio della vita
4. Una stella cade
5. Supercalifragilistic-espiralidoso
6. La - la lu
7. Cam Caminì
8. I tre porcellini
9. Impara a fischiettar
10. In fondo al mar
11. I sogni son desideri
12. La Bella e la Bestia
13. Ehi ho!

### CD2 - Super Mega Baby Dance
1. Danza Kuduro
2. Gioca Jouer (Tony Martucci, Gualtiero Malgoni, Claudio Simonetti)
3. Il coccodrillo come fa?
4. Waka Waka (This Time for Africa)
5. Il ballo di Simone (Gianni Sanjust)
6. Limbo Rock
7. Aserejé
8. Le tagliatelle di Nonna Pina
9. Cicale (Alberto Testa, Tony De Vita, Franco Miseria, Silvio Testi)
10. Hanno ucciso l'Uomo Ragno (Max Pezzali, Mauro Repetto)
11. La canzone del capitano (Francesco Facchinetti, Alberto Rapetti, Davide Primiceri)
12. Il ballo del mattone (Dino Verde/Bruno Canfora)
13. I Watussi (Carlo Rossi/Edoardo Vianello)
14. La macchina del capo (Francesco Salvi)
15. All'arrembaggio! (remix)
16. Canzone dei Puffi (remix)
17. Kiss me Licia (remix)
18. Lupin, l'incorreggibile Lupin (remix)
19. Occhi di gatto (remix)
20. Pokémon (remix)
21. Mila e Shiro due cuori nella pallavolo (remix)
22. Holly e Benji forever (remix)
23. Maledetti Scarafaggi (remix)

### CD3 - Cristina D'Avena e... Il valzer del moscerino, 44 gatti...
1. Il valzer del moscerino
2. Il caffè della Peppina
3. 44 gatti
4. Dagli una spinta
5. Il Pinguino Belisario
6. Volevo un gatto nero
7. La zanzara
8. Popoff
9. La Nave Gelsomina Dirindirindina
10. Metti la canottiera
11. Fammi crescere i denti davanti
12. La sveglia birichina

## Posizione in classifica
Il box ha raggiunto la posizione numero 11, nella sezione "Compilation", della classifica settimanale ufficiale dei dischi più venduti in Italia.